# 미렌코스타네비차

미렌코스타네비차의 위치

미렌코스타네비차(슬로베니아어: Miren-Kostanjevica, 이탈리아어: Merna-Castagnevizza 메르나카스타녜비차[*], 독일어: Meiren-Kostanowitz 마이렌코스타노비츠[*])는 슬로베니아의 도시로 면적은 62.8km2, 인구는 4,741명(2002년 기준), 인구 밀도는 75.5명/km2이다.